# PGC 2185910
LEDA/PGC 2185910 ist eine Galaxie im Sternbild Perseus am Nordsternhimmel. Sie ist schätzungsweise 436 Millionen Lichtjahre von der Milchstraße entfernt und hat einen Durchmesser von etwa 75.000 Lichtjahren. Vom Sonnensystem aus entfernt sich das Objekt mit einer errechneten Radialgeschwindigkeit von näherungsweise 9.600 Kilometern pro Sekunde.

## Galaktisches Umfeld
| Nr. | Galaxie          | Alternativname            | Rek          | Dek          | Distanz/asec |
| --- | ---------------- | ------------------------- | ------------ | ------------ | ------------ |
| →   | LEDA/PGC 2185910 | 2MASX J02454494+4143578   | 02h45m44.93s | +41d43m57.8s | 0            |
| 1   | LEDA/PGC 2185940 | WISEA J024512.76+414404.3 | 02h45m12.81s | +41d44m04.6s | 359.94       |
| 2   | LEDA/PGC 2187764 | 2MASX J02455424+4150228   | 02h45m54.25s | +41d50m22.9s | 398.98       |
| 3   | LEDA/PGC 2184265 | 2MASX J02461039+4138068   | 02h46m10.36s | +41d38m07.2s | 451.32       |
| 4   | LEDA/PGC 10434   | WISEA J024532.73+413345.4 | 02h45m32.70s | +41d33m46.5s | 622.41       |
| 5   | LEDA/PGC 2189444 | 2MASX J02460517+4156127   | 02h46m05.19s | +41d56m13.0s | 768.95       |
| 6   | LEDA/PGC 10535   | CGCG 539-099              | 02h46m58.38s | +41d46m33.5s | 836.44       |
| 7   | LEDA/PGC 2184564 | 2MASX J02470169+4139065   | 02h47m01.70s | +41d39m06.8s | 907.56       |
| 8   | LEDA/PGC 2181665 | 2MASX J02452801+4128286   | 02h45m28.00s | +41d28m28.7s | 948.38       |
| 9   | LEDA/PGC 2181711 | 2MASX J02460805+4128358   | 02h46m08.04s | +41d28m36.1s | 957.25       |